# Gmina Bądkowo

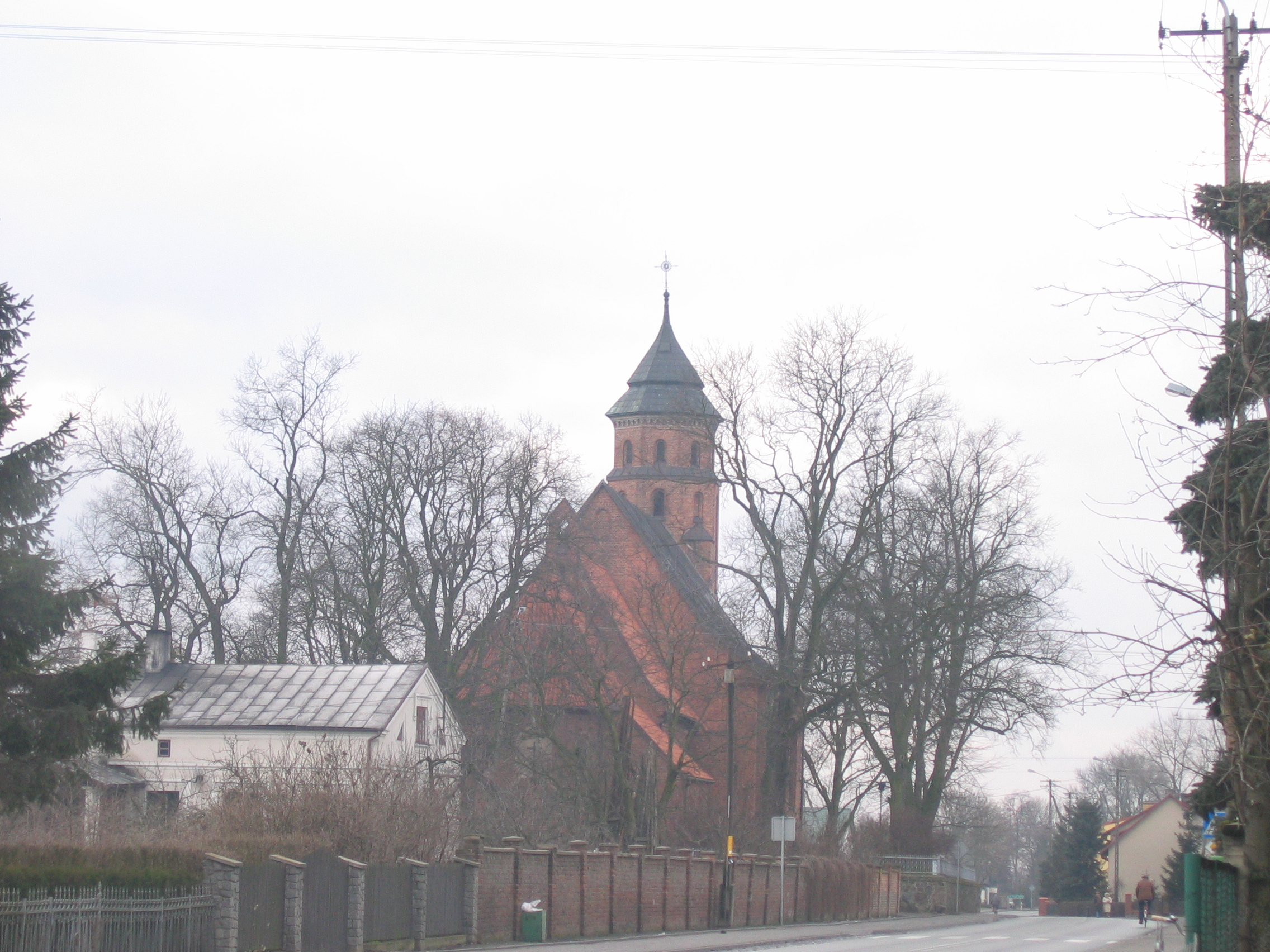
Kirche in Bądkowo

Die Gmina Bądkowo ist eine Landgemeinde im Powiat Aleksandrowski der Woiwodschaft Kujawien-Pommern in Polen. Ihr Sitz ist das gleichnamige Dorf mit etwa 1000 Einwohnern.

## Gliederung
Zur Landgemeinde (gmina wiejska) Bądkowo gehören 24 Dörfer (deutsche Namen) mit einem Schulzenamt (solectwo):
- Antoniewo
- Bądkowo (1939–1943 Badkowo, 1943–1945 Bondkau)
- Bądkówek
- Biele
- Jaranowo
- Jaranowo Duże
- Kalinowiec (1939–1943 Kalinowiec, 1943–1945 Kallwitz)
- Kaniewo
- Kolonia Łowiczek
- Kryńsk
- Kujawka
- Kwiatkowo
- Łowiczek (1939–1943 Łowiczek, 1943–1945 Heldfried)
- Łówkowice (1939–1943 Lowkowice, 1943–1945 Löckwitz)
- Sinki
- Słupy Duże
- Słupy Małe
- Tomaszewo
- Toporzyszczewo
- Toporzyszczewo Stare
- Wójtówka
- Wysocin
- Zieleniec
- Żabieniec (1939–1943 Żabieniec, 1943–1945 Schabnitz)

Eine weitere Ortschaft der Gemeinde ist Olszynka.

## Verkehr
Die Bahnhöfe Łowiczek und Łowkowice an der Schmalspurbahn Nieszawa–Dobre Aleksandrowskie lagen im Gemeindegebiet.